# 城隍庙 (罗源县)
城隍庙，是位于中国福建省福州市罗源县凤山镇北大路县政府东侧的一个宋代古建筑，2017年入选第六批罗源县文物保护单位。
罗源城隍庙是福建省内保存相对完整、单体建筑面积较大的城隍庙，总建筑面积1820平方米，通面阔约20米，通进深约100米，由前埕、戏台、前殿、后殿共四进建筑构成。原建筑始建于南宋绍兴年间，在元朝、明朝有修缮，清朝乾隆五十年（1785年）大修，1943年后被用作县立中学的校舍，1956年成为实验小学印刷厂。印刷厂关闭后，城隍庙闲置了一段时间，后得以重新开放，并进行了仿古修缮。